# Pitsane Siding
Pitsane Siding – wieś w Botswanie w dystrykcie Southern. Według spisu ludności z 2011 roku wieś liczyła 3654 mieszkańców.